# یوزباشی چای
یوزباش چای، روستایی از توابع بخش طارم سفلی شهرستان قزوین در استان قزوین ایران است.

## جمعیت
این روستا در دهستان کوهگیر قرار دارد و بر اساس سرشماری مرکز آمار ایران در سال ۱۳۹۵، جمعیت آن ۶۷۱ نفر (۱۹۲خانوار) بوده‌است.

## محصولات
این روستا قطب تولید زغال اخته و شاتوت در استان قزوین و از بزرگترین تولیدکنندگان این محصول در ایران محسوب می‌شود.